# Überzwerchberg
Der Überzwerchberg ist ein Berg im Pfälzerwald.

## Geographie

### Lage
Der Berg liegt auf der Gemarkung der Stadt Neustadt an der Weinstraße auf Gemarkung des Lachen-Speyerdorfer Waldes. Unmittelbar nördlich an der Gemarkungsgrenze zu Lambrecht erstreckt sich der Kaisergarten, südöstlich die die Platte (560,8 m ü. NHN), östlich der 512,1 m ü. NHN messende Hohberg und nordnordöstlich der  512,3 m ü. NHN hohen Schauerberg.
An seiner Ostflanke entspringt der Heidenbrunnertalbach, der das namensgebende Heidenbrunnertal durchfließt. Rund zwei Kilometer westnordwestlich befindet sich der zu Lambrecht gehörende Wohnplatz Iptestal.

### Naturräumliche Zuordnung
1. Großregion 1. Ordnung: Schichtstufenland beiderseits des Oberrheingrabens
2. Großregion 2. Ordnung: Pfälzisch-Saarländisches Schichtstufenland
3. Großregion 3. Ordnung: Pfälzerwald
4. Region 4. Ordnung (Haupteinheit): Mittlerer Pfälzerwald
5. Region 5. Ordnung: Haardt

## Kultur
An seiner Nordflanke in Richtung Kaisergarten befindet sich die imposante Felsplatte der Breiten Loog und dem gleichnamigen Ritterstein 255, die einen historischen Grenzpunkt aus fränkischer Zeit markieren.

## Natur
Die Formation Felsgruppe Überzwerchberg ist als Naturdenkmal ausgewiesen.

## Tourismus
Über den Gipfel verläuft ein Wanderweg, der mit einem blau-gelben Balken markiert ist und über die Westflanke einer, der mit einem roten Balken gekennzeichnet ist und vom Lambertskreuz bis nach Breitenstein verläuft.